# Isaiah Firebrace
Isaiah Firebrace (Moama, Nueva Gales del Sur, Australia, 21 de noviembre de 1999), más conocido como Isaiah, es un cantante australiano de género Pop. Descendiente de los aborígenes australianos, saltó a la fama en 2016 tras su victoria en el concurso The X Factor Australia.
Asimismo, representó a Australia en el Festival de la Canción de Eurovisión 2017, con su canción «Don't Come Easy», quedando en noveno puesto, con 173 puntos.

## Carrera musical
El año pasado con tan solo 17 años, ya se convirtió en el ganador de la octava temporada del talent show The X Factor Australia, lo que hizo que se hiciera bastante famoso y popular por todo el país.
Tras su paso por el programa de televisión firmó un contrato discográfico con Sony Music Entertainment (SME) y lanzó su primer sencillo "It's Gotta Be You" que se convirtió en todo un hit. Esta canción consiguió la certificación de disco de platino en Suecia y se colocó con una buena posición en las listas musicales tanto de Australia como de República Checa, Dinamarca, Holanda, Estados Unidos, Canadá, Noruega, Eslovaquia y Nueva Zelanda; además de ser uno de los más descargados en las plataformas musicales más populares de internet.
Ya el 9 de diciembre de ese mismo año, lanzó el que ha sido su primer álbum debut, titulado Isaiah.
Las características de este disco, tratan sobre las canciones que interpretó en The X Factor que llegó a regrabar e incluyendo su destacado sencillo "It's Gotta Be You".

### Festival de la Canción de Eurovisión 2017
Isaiah informó sobre su interés de poder presentar su candidatura para el Festival de la Canción de Eurovisión por parte de Australia. Con estas declaraciones su nombre fue el más sonado y se convirtió en el favorito para representar al país en el festival.
Finalmente el 7 de marzo de 2017, la cadena de radiodifusión pública Special Broadcasting Service (SBS) eligió a Isaiah mediante selección interna, para ser el representante de Australia en el Festival de la Canción de Eurovisión 2017, el cual tuvo lugar en la ciudad de Kiev, Ucrania. Tras hacerse oficial su candidatura, Isaiah declaró:

«Estoy muy orgulloso de representar a Australia en Eurovisión. A pesar de que ha sido siempre un sueño para mí, nunca pensé que llegaría a ser real. Ser capaz de compartir esta noticia con mi familia y amigos es increíble. Voy a hacer que Australia se sienta orgullosa de mí»
Isaiah Firebrace

La canción que interpretó en el Festival fue «Don't Come Easy», y fue compuesta por Anthony Egizii y David Musumeci, fundadores de la conocida productora musical DNA Songs y por Michael Angelo.

## Discografía

### Álbum
| Título | Detalles | Posiciones | Posiciones |
| Título | Detalles | AUS        | NZ         |
| ------ | --- | ---------- | ---------- |
| Isaiah | - Lanzamiento: 9 de diciembre de 2016(Australia) - Etiqueta: Sony Music Entertainment - Formatos: CD, descarga digital | 12         | [ 9 ]      |

## Premios y nominaciones
Los Country Music Awards of Australia son una noche anual de premios que se celebra en enero durante el Tamworth Country Music Festival. Celebran la excelencia discográfica en la industria de la música country australiana. Comenzaron en 1973.
| Año  | Trabajo nominado                                  | Premio                     | Resultado | Ref. |
| 2023 | "Come Together" (con Lee Kernaghan y Mitch Tambo) | Colaboración vocal del año | Nominado  |      |
| 2023 | "Come Together" (con Lee Kernaghan y Mitch Tambo) | Canción del Año            | Nominado  |      |